# La Baronnie
La Baronnie est une commune française de l'Eure, en Normandie, créée le 1er janvier 2016.

## Géographie

### Hydrographie
La commune est située dans le bassin Seine-Normandie. Elle n'est drainée par aucun cours d'eau,.

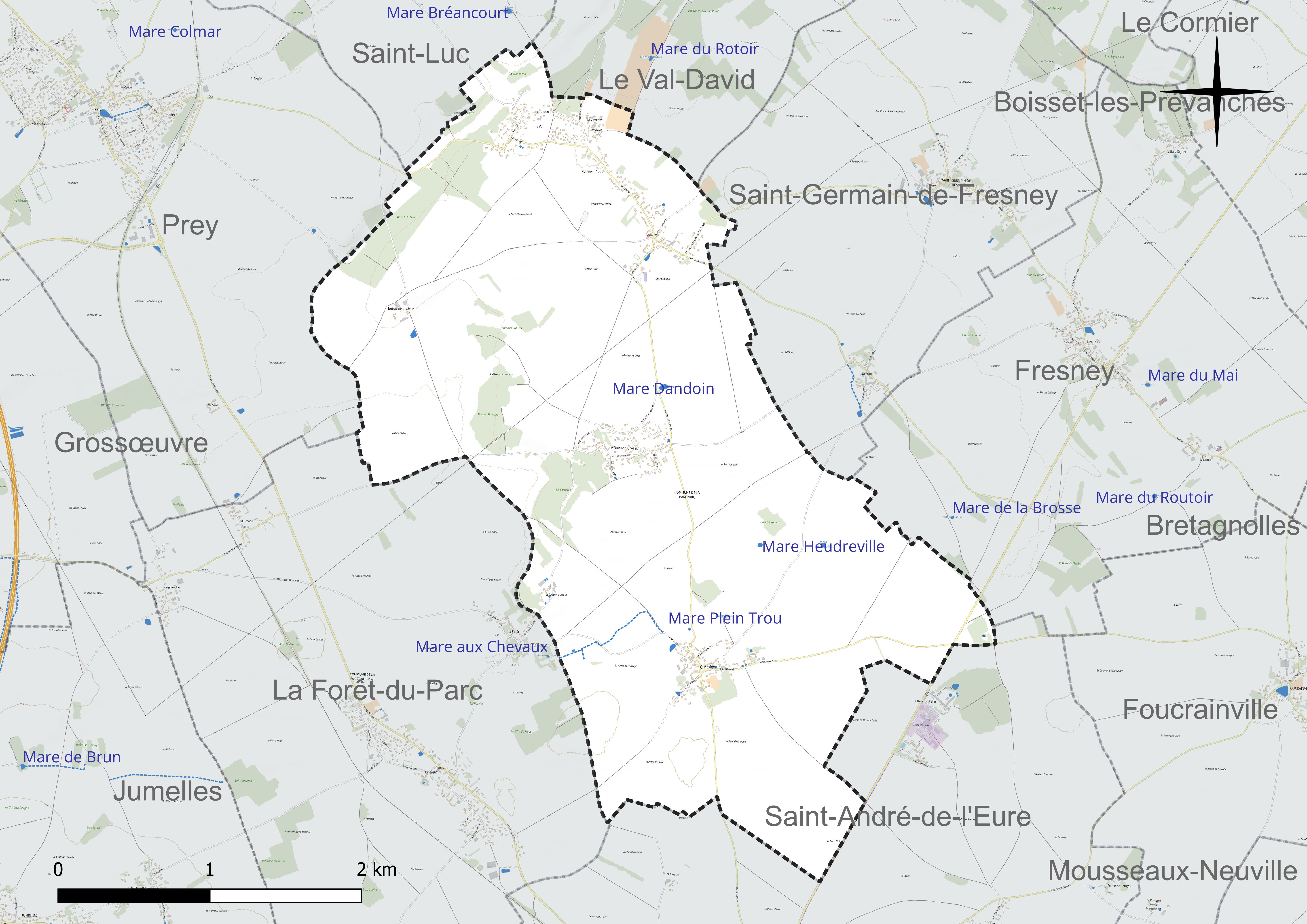
Réseau hydrographique de la Baronnie.

Trois plans d'eau complètent le réseau hydrographique : la mare Dandoin (0,2 ha), la mare Heudreville (0,1 ha) et la mare Plein Trou (0 ha),.

### Climat
Pour des articles plus généraux, voir Climat de la Normandie et Climat de l'Eure.
En 2010, le climat de la commune est de type climat océanique dégradé des plaines du Centre et du Nord, selon une étude du CNRS s'appuyant sur une série de données couvrant la période 1971-2000. En 2020, Météo-France publie une typologie des climats de la France métropolitaine dans laquelle la commune est exposée à un climat océanique et est dans la région climatique  Sud-ouest du bassin Parisien, caractérisée par une faible pluviométrie, notamment au printemps (120 à 150 mm) et un hiver froid (3,5 °C). Parallèlement le GIEC normand, un groupe régional d’experts sur le climat, différencie quant à lui, dans une étude de 2020, trois grands types de climats pour la région Normandie, nuancés à une échelle plus fine par les facteurs géographiques locaux. La commune est, selon ce zonage, exposée à un « climat des plateaux abrités », correspondant aux plaines agricoles de l’Eure, avec une pluviométrie beaucoup plus faible que dans la plaine de Caen en raison du double effet d’abri provoqué par les collines du Bocage normand et par celles qui s’étendent sur un axe du Pays d'Auge au Perche.
Pour la période 1971-2000, la température annuelle moyenne est de 10,5 °C, avec  une amplitude thermique annuelle de 14,3 °C. Le cumul annuel moyen de précipitations est de 644 mm, avec 10,8 jours de précipitations en janvier et 8 jours en juillet. Pour la période 1991-2020, la température moyenne annuelle observée sur la station météorologique la plus proche, située sur la commune de Guichainville à 6 km à vol d'oiseau, est de 11,1 °C et le cumul annuel moyen de précipitations est de 659,6 mm,. Pour l'avenir, les paramètres climatiques de la commune estimés pour 2050 selon différents scénarios d’émission de gaz à effet de serre sont consultables sur un site dédié publié par Météo-France en novembre 2022.

## Urbanisme

### Typologie
Au 1er janvier 2024, La Baronnie est catégorisée commune rurale à habitat dispersé, selon la nouvelle grille communale de densité à 7 niveaux définie par l'Insee en 2022.
Elle est située hors unité urbaine. Par ailleurs la commune fait partie de l'aire d'attraction d'Évreux, dont elle est une commune de la couronne,. Cette aire, qui regroupe 108 communes, est catégorisée dans les aires de 50 000 à moins de 200 000 habitants,.

## Toponymie
Le néo-toponyme La Baronnie, « Terre du Baron », fait référence à Jean Ier de Garencières, chevalier banneret, au service d'Isabelle de France, en 1406, baron du Puiset.

## Histoire
La commune nouvelle est créée le 1er janvier 2016 de la fusion de deux communes : Garencières et Quessigny. Son chef-lieu est fixé à Garencières.

## Politique et administration

### Liste des maires
| Période                                  | Période      | Identité       | Étiquette | Qualité                                                                   |
| ---------------------------------------- | ------------ | -------------- | --------- | ------------------------------------------------------------------------- |
| Les données manquantes sont à compléter. |              |                |           |                                                                           |
| janvier 2016                             | 15 mars 2020 | Gérard Fauchet | CNI       | Agriculteur retraité Délégué à la commission ordures ménagères de la CCPN |
| mars 2020                                | En cours     |                |           |                                                                           |

| Nom                 | Code Insee | Intercommunalité           | Superficie (km2) | Population (dernière pop. légale) | Densité (hab./km2) |
| ------------------- | ---------- | -------------------------- | ---------------- | --------------------------------- | ------------------ |
| Garencières (siège) | 27277      | Évreux Portes de Normandie | 6,87             | 566 (2013)                        | 82                 |
| Quessigny           | 27484      | Évreux Portes de Normandie | 4,35             | 118 (2013)                        | 27                 |

## Culture locale et patrimoine

### Personnalités liées à la commune
- Jean Ier de Garencières, chevalier banneret, au service d'Isabelle de France, en 1406, baron du Puiset.